# Mapusaurus
Mapusaurus ("thằn lằn đất") là một chi khủng long theropoda lớn trong nhóm Carnosauria sống vào thời kỳ Creta muộn (tầng Cenoman) tại nơi ngày nay là Argentina, được hai nhà cổ sinh vật học là Rodolfo Coria và Phil Currie mô tả, đặt tên vào năm 2006. Nó là họ hàng gần của Giganotosaurus.

## Phát hiện
Mapusaurus được phát hiện vào năm 1995 trong một cuộc khai quật ở Nam Mỹ, các nhà khảo cổ học khi đó đã tìm thấy được rất nhiều bộ xương của cả con trưởng thành và con non bị lẫn với nhau.
Trên thực tế là cũng có nhiều bộ xương lẫn với nhau của loài này được tìm thấy, tuy nhiên thì nó vẫn chưa đủ bằng chứng để khẳng định Mapusaurus là một loài khủng long ăn thịt đi săn theo bầy.

## Mô tả

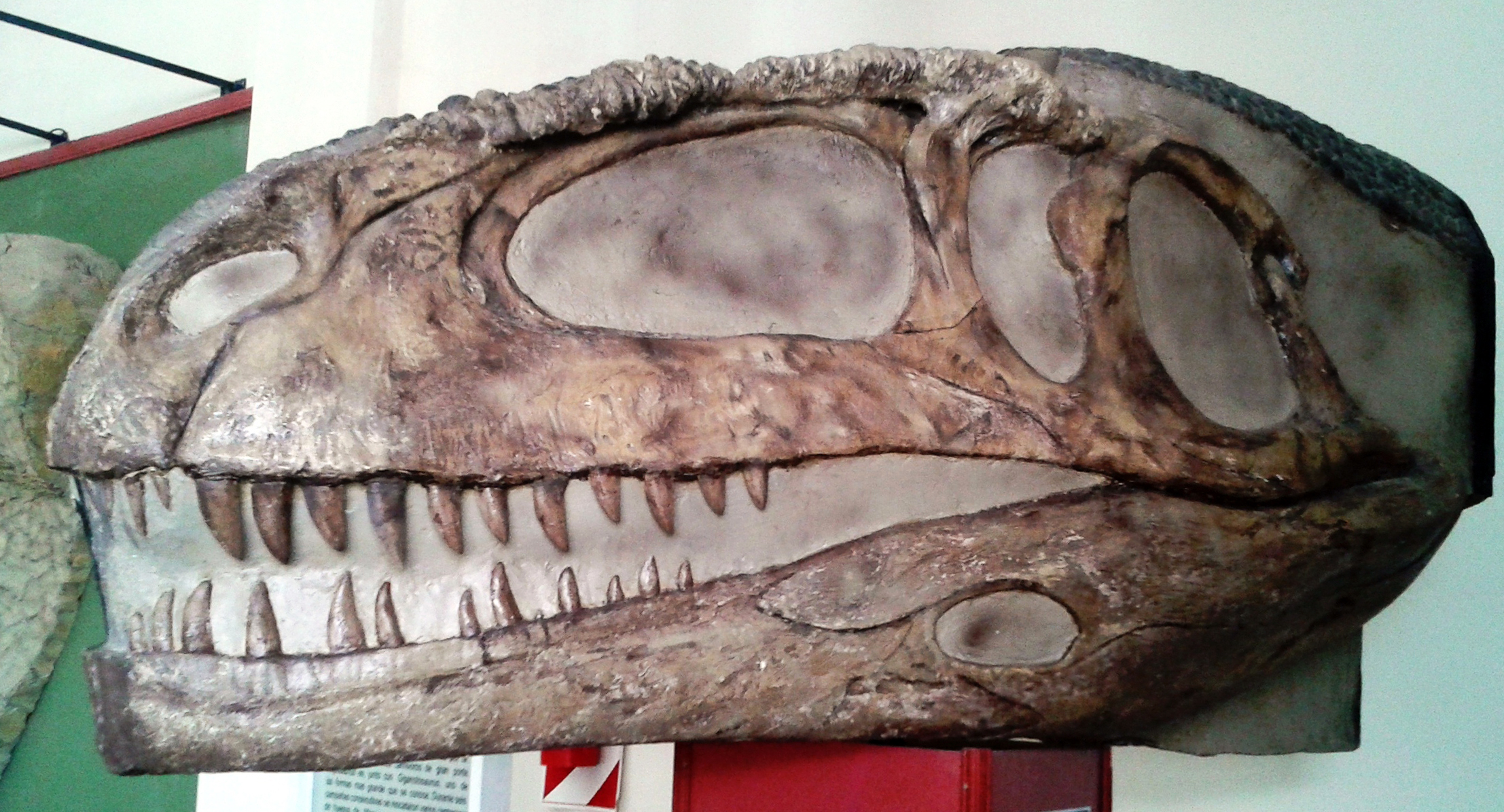
Hộp sọ của Mapusaurus

Mapusaurus dài từ 10-12m, cao khoảng 3 mét, nặng khoảng 3-6 tấn. Chúng có hộp sọ ngắn hơn và số răng hàm trên ít hơn họ hàng gần gũi của chúng là Giganotosaurus, răng hàm trên của chúng phẳng và có mép răng cưa để cắt qua lớp da thịt. Cấu trúc của xương đùi cho thấy mối quan hệ gần gũi của Mapusaurus với Giganotosaurus hơn là với Carcharodontosaurus ở Bắc Phi.

## Thức ăn

Kích thước của Mapusaurus so với con người

Mapusaurus là loài khủng long ăn thịt, chúng có thể đã từng đi săn loài khủng long to lớn Argentinosaurus.